# Izumi Shikibu
Izumi Shikibu (jap. 和泉式部 Izumi Shikibu; ur. około 975, zm. około 1027) – japońska poetka, tworząca w okresie Heian. Zaliczana do Trzydziestu Sześciu Mistrzyń Poezji, jak również do Trzydziestu Sześciu Średniowiecznych Mistrzów Poezji.
Córka Ōe no Koretokiego. Poślubiona została Tachibanie no Michisadzie, zarządcy Izumi, z którym miała córkę znaną jako Koshikibu no naishi. Po rozwodzie (a wkrótce potem, śmierci Michisady) poślubiła Fujiwarę no Yasumasę. Na dworze cesarskim wspólnie z Akazome Emon i Murasaki Shikibu służyła cesarzowej Shōshi. Izumi Shikibu znana była z licznych romansów, m.in. z książętami Tametaką oraz Atsumichim, które prawdopodobnie stały się przyczyną rozwodu z pierwszym mężem.
Spuścizna literacka Izumi Shikibu obejmuje ponad tysiąc wierszy oraz pamiętnik Izumi Shikibu nikki. W cesarskich antologiach poezji opublikowanych zostało dwieście czterdzieści jej utworów, więcej niż jakiejkolwiek innej poetki i większości poetów.